# Nickel Creek
Nickel Creek es un trío musical acústico estadounidense con raíces en el bluegrass, cuya música suele etiquetarse de newgrass o "bluegrass progresivo". La banda se compone de tres miembros permanentes: Chris Thile (mandolina), Sara Watkins (violín) y Sean Watkins (guitarra). El cuarto miembro del grupo no es fijo, aunque tiene una parte importante en sus conciertos.  En los últimos años ha sido Mark Schatz (bajo acústico) quien ha ocupado este lugar; antes de él habían formado parte del grupo Scott Thile (padre de Chris Thile), Edgar Meyer, Byron House y Robert Trujillo.
Durante su carrera discográfica, el estilo musical de Nickel Creek ha evolucionado con la incorporación de elementos propios del rock independiente. Han interpretado temas de Radiohead, Pavement y Bob Dylan. No obstante, sus raíces en el bluegrass continúan siendo el elemento esencial de su trabajo. 

## Historia
El grupo se formó en California en 1989, con Scott Thile, el padre de Chris, tocando el bajo acústico. Las familias Thile y Watkins habían coincidido en The Pizza Place, en Carlsbad (California) en un concierto del grupo Bluegrass Etc. El mayor de los niños, Sean, tenía solo doce años por entonces. 
En sus primeros tiempos grabaron dos álbumes: : Here to There and Little Cowpoke. Más adelante, Alison Krauss les ayudó a desarrollar un estilo propio. Produjo su álbum Nickel Creek (2000), que fue considerado su primera grabación de importancia. Scott Thile se retiró del grupo cuando se le hizo difícil compatibilizar su trabajo con la agenda de conciertos de la banda. Tras unos años en los que fueron sucediéndose varios bajistas, Mark Schatz se convirtió en el cuarto miembro del grupo. 
Nickel Creek ha grabado cinco álbumes. El grupo obtuvo un Grammy al Mejor Álbum de Folk Contemporáneo en 2003 por This Side. Su álbum Nickel Creek fue disco de platino, y This Side, disco de oro. Why Should The Fire Die?, editado en agosto de 2005, fue nominado al Grammy al Mejor Álbum de Folk Contemporáneo.  Uno de los temas del álbum, "Scotch & Chocolate", fue nominado también al mismo premio, en la modalidad de Mejor Interpretación Instrumental de Country. 
En el verano de 2006 el grupo anunció que dejarían de grabar y actuar juntos por un período de tiempo indefinido. Tanto Sean Watkins como Chris Thile han publicado álbumes en solitario.

## Discografía

### Álbumes oficiales
- Little Cowpoke (1993)
- Here to There (1997)
- Nickel Creek (2000)
- This Side (2002)
- Why Should the Fire Die? (2005)
- A Dotted Line (2014)
- Celebrants (2023)

### Recopilaciones
- Reasons Why: The Very Best (2006)

### Colectivos
- Philadelphia Folk Festival - 40th Anniversary (1999)